# Аргеады
Аргеа́ды (др.-греч. Ἀργεάδαι) — династия македонских царей с IX века до н. э. по 309 год до н. э.

## История
В классический период греческой истории, когда Древние Афины переживали свой расцвет — золотой век Перикла, росла военная мощь Спарты, расцветали и другие греческие города, македоняне казались образованным эллинам почти варварами. Когда в их полисах расширялись гражданские права и свободы, совершенствовалось законодательство, Македонией, небольшой северной горной страной, правили полунезависимые князья.
Александр I Македонский, носивший прозвище Филэллин, что свидетельствует о его стремлении найти признание среди греков, распространил легенду о происхождении своего рода от Темена из Аргоса, что трансформировалось в имя Аргеадов. Таким образом Александр I получил право принять участие в Олимпийских играх в 504 или 500 году до н. э., в которых могли соревноваться только эллины. Решение о том, что Александр — эллин, вынесли элланодики— судебный совет Олимпийских игр. Поэтому, согласно древнегреческой традиции, династия Аргеадов выводила свою родословную от Геракла. Поскольку считалось, что Геракл был сыном Зевса, то Аргеады называли себя даже «рождёнными Зевсом».
Сын Александра I Пердикка II во время Пелопоннесской войны неоднократно поддерживал то Афины и их союзников, то Спарту и Пелопоннесский союз. Побочный сын Пердикки II Архелай I, чтобы занять македонский престол, убил своего дядю, потом двоюродного и родного братьев и женился на вдове своего отца. За время своего правления Архелай сделал немалые шаги в деле объединения Верхней (горной) и Нижней (равнинной) Македонии, провёл различные реформы. Однако Архелай сам был убит претендентами на престол.
Следующим правителем Македонии стал опекун малолетнего сына Архелая Ореста Аероп. До 396 года до н. э. Орест и Аероп правили совместно. Затем Аероп убил Ореста, но и самостоятельно правил только два года. Его преемником стал сын Павсаний. Его как незаконного правителя убил Аминта III из рода Аргеадов, внук Александра I. Аминта III имел трёх сыновей — Александра, Пердикку и Филиппа. Когда Аминта умер, престол занял его старший сын Александр II, вскоре убитый во время народного праздника. Следующим преемником стал средний сын Аминты Пердикка III, но он был ещё слишком юным, чтобы править. Опекуном стал Птолемей Алорит, любовник его матери Эвридики. Когда Пердикка достиг совершеннолетия, он казнил Птолемея.
Утвердившийся на македонском престоле Пердикка в 359 году до н. э. начал войну с иллирийцами. Опекуном своего малолетнего сынa в Македонии он оставил своего младшего брата Филиппа — позже известного как Филипп II Македонский. Через несколько дней после начала войны в Пеллу посланцы привезли новость о гибели царя Пердикки III. Вскоре Филипп принял царский титул. С этого момента начинается история возвышения Македонии в эллинском мире. Завершил этот процесс наследник Филиппа — сын Александр III, известный как Александр Великий, который подчинил себе фракийцев, иллирийцев, Египет и Империю Ахеменидов, дошёл до Индии, а Вавилон превратил в свою восточную столицу.
Однако после его смерти империя распалась на несколько государств, а сын был убит по приказу Кассандра, основавшего новую династию Антипатридов. На этом закончилась многовековая история династии Аргеадов.

## Список правителей
| #   | Имя                                      | Даты правления                                       | Примечания |
| --- | ---------------------------------------- | ---------------------------------------------------- | --- |
| 1.  | Каран Κάρανος                            | 808—778 до н. э.                                     | Легендарный основатель династии Аргеадов, потомок Геракла.                                                            |
| 2.  | Кен Κοινός                               | 778—750 до н. э.                                     | Легендарный царь. Сын Карана.                                                                                         |
| 3.  | Тирм Τυρίμμας                            |                                                      | Легендарный царь. Сын Кена.                                                                                           |
| 4.  | Пердикка I Περδίκκας Α'                  | 700—678 до н. э.                                     | Легендарный царь, Сын Тирма.                                                                                          |
| 5.  | Аргей I Ἀργαῖος Α'                       | 678—640 до н. э.                                     | Сын Пердикки I. |
| 6.  | Филипп I Φίλιππος Α'                     | 640—602 до н. э.                                     | Сын Аргея I. |
| 7.  | Аероп I Ἀέροπος Α'                       | 602—576 до н. э.                                     | Сын Филиппа I. |
| 8.  | Алкет I Ἀλκέτας Α'                       | 576—547 до н. э.                                     | Сын Аэропа I. |
| 9.  | Аминта I Ἀμύντας Α'                      | 547—498 до н. э.                                     | Сын Алкета I. |
| 10. | Александр I Ἀλέξανδρος Α'                | 498—454 до н. э.                                     | Сын Аминты I. |
| 11. | Алкет II Ἀλκέτας Β'                      | 454—448 до н. э.                                     | Сын Александра I. |
| 12. | Пердикка II Περδίκκας Β'                 | 448—413 до н. э.                                     | Сын Александра I. |
| 13. | Архелай I Ἀρχέλαος Α'                    | 413—399 до н. э.                                     | Сын Пердикки II. |
| 14. | Кратер Κρατερός                          | 399 до н. э.                                         | |
| 15. | Орест Ὀρέστης                            | 399—396 до н. э.                                     | Сын Архелая. |
| 15. | Аероп II Ἀέροπος Β'                      | 399—396 до н. э.                                     | Из рода Линкестидов. Сначала регент.                                                                                  |
| 16. | Архелай II Ἀρχέλαος Β'                   | 396—393 до н. э.                                     | Из рода Линкестидов. Возможно, одно лицо с Аеропом II.                                                                |
| 17. | Павсаний Παυσανίας                       | 393 до н. э.                                         | Из рода Линкестидов. Сын Аеропа II.                                                                                   |
| 18. | Аминта II Ἀμύντας Β'                     | 393 до н. э.                                         | Внук Александра I. |
| 19. | Аргей II Ἀργαῖος Β'                      | 393—392 до н. э.                                     | Претендент или узурпатор, возможно, царствовавший в Македонии в течение 2-х лет. Мог быть сыном Павсания или Архелая. |
| 20. | Аминта III Ἀμύντας Γ'                    | 392—370 до н. э.                                     | Правнук Александра I.                                                                                                 |
| 21. | Александр II Ἀλέξανδρος Β'               | 370—368 до н. э.                                     | Сын Аминты III. |
| 22. | Пердикка III Περδίκκας Γ'                | 368—359 до н. э.                                     | Сын Аминты III. |
| —   | Птолемей Алорит Πτολεμαῖος Α'            | регент Македонии (368—365 до н. э.), зять Аминты III | регент Македонии (368—365 до н. э.), зять Аминты III                                                                  |
| 23. | Аминта IV Ἀμύντας Δ'                     | 359—356 до н. э.                                     | Сын Пердикки III. |
| 24. | Филипп II Φίλιππος Β'                    | 359—336 до н. э.                                     | Сын Аминты III. |
| 25. | Александр III Великий Ἀλέξανδρος ὁ Μέγας | 336—323 до н. э.                                     | Сын Филиппа II. |
| —   | Антипатр Ἀντίπατρος                      | регент Македонии (334—323 до н. э.)                  | регент Македонии (334—323 до н. э.)                                                                                   |
| 26. | Филипп III Φίλιππος Γ'                   | 323—317 до н. э.                                     | Сын Филиппа II. |
| 27. | Александр IV Ἀλέξανδρος Δ'               | 323—310 до н. э.                                     | Сын Александра Великого.                                                                                              |
| —   | Пердикка Περδίκκας                       | регент Македонского царства (323—321 до н. э.)       | регент Македонского царства (323—321 до н. э.)                                                                        |
| —   | Антипатр Ἀντίπατρος                      | регент Македонского царства (321—319 до н. э.)       | регент Македонского царства (321—319 до н. э.)                                                                        |
| —   | Полиперхон Πολυπέρχων                    | регент Македонского царства (319—317 до н. э.)       | регент Македонского царства (319—317 до н. э.)                                                                        |
| —   | Кассандр Κάσανδρος                       | регент Македонии (317—305 до н. э.), сын Антипатра   | регент Македонии (317—305 до н. э.), сын Антипатра                                                                    |